# ジョーゼフ・W・バーンズ・シニア
ジョーゼフ・ウェリントン・「ジョー」・バーンズ・シニア（Joseph Wellington "Jo" Byrns, Sr., 1869年7月20日 – 1936年6月4日）は、アメリカ合衆国の政治家である。テネシー州選出の民主党下院議員を14期務めた。

## 生涯
テネシー州ロバートソン郡シーダー・ヒルで、ジェームズ・ヘンリー・バーンズ、メアリー・エミリー・ジャクソン夫妻の息子として出生。母方のおじジョーゼフ・ウィリアム・グリーン・ジャクソン（南北戦争で戦死）によって名付けられた。公立学校卒業後、政治に強い関心を示した彼は1894年にテネシー州下院議員に選出され、1896年及び1898年に再選を果たした。1900年、テネシー州上院議員に選出された。
1902年、彼はテネシー州デーヴィッドソン郡の地方検事に立候補したが、落選した。これは、生涯19回の選挙のうち、唯一の敗北であった。1908年、バーンズは連邦下院議員候補者指名を民主党から受け、同年11月に当選。1909年3月4日より下院議員となり、残りの政治家人生を下院に捧げた。
バーンズは幅広い尊敬を集め、その影響力は歳月を経るにつれて増大した。1928年から1935年まで民主党議会選挙対策委員会の委員長を務めた。1931年、彼は強大な権限を有する下院歳出委員会の委員長に任命され、1933年には下院多数党院内総務となった。1935年、下院議長となった。
バーンズはワシントンD.C.で死去したとき下院議長であり、再選を目指して出馬を予定していた。葬儀はローズヴェルト大統領や高官らの出席のもと、連邦議会議事堂で開催され、遺体はナッシュヴィルのマウント・オリヴェット墓地に埋葬された。後に、息子のジョー・バーンズ・ジュニアは下院議員を1期務めたが、父ほどの人気は遂に得られなかった。
バーンズは、シヴィタン会員としても活動した。

## 遺物
彼の故郷ロバートソン郡内（アダムズ近郊）にあるジョー・バーンズ高等学校は、彼を顕彰して命名された。

## 註
1. ↑  Irish, Ann B. (2001). Joseph W. Byrns of Tennessee: a political biography. Knoxville: University of Tennessee Press. pp. 220. ISBN 1-57233-131-3
2. ↑  Leonhart, James Chancellor (1962). The Fabulous Octogenarian. Baltimore Maryland: Redwood House, Inc.. pp. 277